# Исаева, Джамиля Кубанычбековна
Джамиля Кубанычбековна Исаева (род. 19 июля 1977, Кызыл-Адыр) — киргизский политик. Депутат Жогорку Кенеша VII созыва (с 2021 года).

## Биография
Родилась 19 июля 1977 года в селе Кировка Кировского района Таласской области. Киргизка по национальности. Окончила Кыргызский государственный национальный университет по специальности «банковское дело» (2000).
Начала трудовую деятельность в 1998 году. Работала бухгалтером в различных организациях, среди которых «Тынай-Ата» (1998—2005), «Бишкекгаз» (2005—2009), «Азия Универсал Банк» (2009—2011), «ФинансКредитБанк КАБ» (2011—2014).
В 2014 году стала экспертом Центра судебного представительства Правительства Кыргызстана. С 2019 по 2021 год — заместитель директора Центра судебного представительства Правительства Кыргызстана.
На парламентских выборах 2021 года была избрана депутатом Жогорку Кенеша от партии «Ата-Журт Кыргызстан». 12 января 2022 года была избрана заместителем Торага (председателя парламента).

## Личная жизнь
Бывший супруг — политик Канатбек Исаев. Воспитывает пятерых детей.